# Pal Recording Studio
Das Pal Recording Studio war ein unabhängiges Tonstudio in Cucamonga, Kalifornien. Es wurde 1957 von Paul Buff gegründet. Dieser produzierte dort einige Surf-Hits, darunter Klassiker wie „Pipeline“ von The Chantays und „Wipe Out“ von The Surfaris. Ab 1961 arbeitete Buff in seinem Studio mit dem jungen Frank Zappa zusammen, der sich dort zu Beginn seiner Karriere das Rüstzeug in tontechnischen Belangen aneignete. Zappa übernahm das Studio 1964 und betrieb es unter dem Namen  Studio Z bis 1965 weiter.

## Geschichte

### Gründung
Seiner bisherigen Arbeit als Techniker für das amerikanische Militär überdrüssig, gründete Paul Buff im Jahr 1957 in Cucamonga das Pal Recording Studio. Nachdem sich ein Nachbar über fortgesetzte nächtliche Ruhestörung beschwert hatte, verlegte Buff das Studio in ein anderes Haus an derselben Straße. Dieses lag an der Kreuzung der Route 66 mit der Archibald Avenue. Buff benannte das Studio nach dem „Pal-O-Mine“-Musikverlag, der seinen Eltern gehörte.(S. 86) 

### Neuerungen
Wenige Jahre nach seiner Gründung wurde das Studio im Musikgeschäft bekannt. Zum einen lag das an dessen technischer Ausstattung. Dazu gehörten unter anderem ein von Buff entwickeltes und gebautes Tonbandgerät mit fünf Aufnahmespuren auf Halb-Zoll-Tonband sowie ein achtkanaliges Mischpult. Diese Apparaturen erlaubten es nicht nur, unterschiedliche Instrumente einer Gruppe im so genannten Overdubbing nacheinander aufzunehmen, sondern auch beim späteren Abmischen ein gezieltes, nachträgliches Platzieren einzelner Instrumente im akustischen Raum – eine wesentliche technische Voraussetzung für die sich zu dieser Zeit erst verbreitende Stereofonie. Zur Ausstattung gehörte außerdem ein Echogerät sowie ein „Rec-O-Cut“-Plattenspieler mit Saphirschneidekopf, der es ermöglichte, von den fertig produzierten Stücken eigene Pressungen herzustellen, was die Vermarktung der fertig produzierten Singles über Plattenfirmen und Radiosender erleichterte.(S. 87ff)
Ein anderer Grund für den Bekanntheitsgrad des Studios lag in dessen effizienter Arbeitsweise. Besitzer Buff konnte nicht nur singen und komponieren, als Multiinstrumentalist beherrschte er die fünf wichtigsten Instrumente des Rock ’n’ Roll: Schlagzeug, E-Bass, E-Gitarre, Keyboard und Altsaxophon. Das Ziel vor Augen, ein selbständig produzierender Singer-Songwriter zu werden, konnte er so (fast) im Alleingang Lieder aufnehmen – ein kostengünstiger Weg der Musikproduktion. Die fertig produzierten Masterbänder einzelner Stücke – ihr Musikstil orientierte sich fast ausschließlich an dem aktuellen Geschehen der Hitparaden an der Westküste, vor allem am Surf-Sound – bot er anschließend Plattenfirmen wie Capitol, Del-Fi, Dot und Original Sound im nicht allzu weit entfernt liegenden Hollywood zur Vermarktung an. Er tat das mit einigem Erfolg. Manche Stücke wurden Hits an der US-amerikanischen Westküste.(S. 42f) (S. 86ff)
Zur Bekanntheit des Studios trugen darüber hinaus einige dort entwickelte Aufnahmeverfahren bei. Am bekanntesten ist die Technik des „close-miking“, die später zu einem Standardverfahren in der weltweiten Musikproduktion wurde. Dabei wird ein Musikinstrument mit einem direkt vor diesem platzierten Mikrofon auf Tonband aufgenommen, wodurch die Menge an Nebengeräuschen, die das Mikrofon ja ebenfalls aufzeichnet, auf ein Minimum herabgesetzt wird. Die schlechte Akustik des kleinen, L-förmigen Aufnahmeraumes bot den Anlass, so zu verfahren. Um störende Nebengeräusche bei den Aufnahmen zusätzlich absenken zu können, erfand Buff das Gate. Dabei wird ein Mikrofon „stummgeschaltet“, wenn der von ihm aufgezeichnete Lautstärkewert unter einen bestimmten, vorher eingestellten Wert absinkt. Weitere Pionierarbeit auf audiotechnischem Gebiet leistete Buff, indem er 1963 eines der ersten Fuzz-Geräte entwickelte, bei dem das von einem Mikrofon aufgenommene Tonsignal eines Instrumentes bewusst und kontrolliert elektronisch verzerrt wird.(S. 87, 100ff)
Aufnahmestudios wurden zur damaligen Zeit üblicherweise von großen Plattenfirmen betrieben oder waren von diesen abhängig. Gegenüber ihnen hatte das kleine Pal-Studio den Vorteil, flexibel, schnell und kostengünstig produzieren zu können – mit innovativer Ausstattung. Damit wurde es für aufstrebende Gruppen und Ensembles nicht nur eine kostengünstige Alternative: Der typische „Pal Sound“ wurde schnell bekannt.

### Erfolge
Zunächst war den Bemühungen mäßiger Erfolg beschieden. Die frühen Pal-Aufnahmen sind heute nicht mehr bekannt. Der Gitarrist Ronnie Williams hatte Paul Buff mit Frank Zappa bekannt gemacht, den er seit dem Sommer 1961 kannte. Diese drei sowie Sänger Ray Collins und Bassist Dave Aerni produzierten in dem Studio ab Ende 1961 unter diversen Künstlernamen eine Vielzahl an Singles und versuchten, diese an die großen Plattenfirmen in Hollywood zu verkaufen. Erwähnenswert: Beim B-Seiten-Stück „Breaktime“ der Single „16 Tons“ von The Masters erschien Zappas Name erstmals als (Co-)Autor eines Rock-’n’-Roll-Liedes. Ab 1962 änderte sich die Lage; Ende des Jahres nahm Buff mit der Gruppe The Surfaris das Stück „Wipeout“ auf, welches der Rock-Journalist Barry Miles für „den Surf-Klassiker schlechthin“(S. 88) hält. Das Lied stieg im Juni 1963 bis auf Platz zwei der US-Hitparade. Ein weiterer, im Pal-Studio aufgenommener Surf-Song war Pipeline von The Chantays. Mit dem von Buff produzierten Demo erhielt die Gruppe einen Schallplattenvertrag; das Ende 1962 veröffentlichte Lied wurde zum Hit. Ein großer Erfolg war auch das Lied „Tijuana Surf“ von „The Hollywood Persuaders“. Hinter dem Bandnamen verbarg sich einzig und allein Paul Buff. In Mexiko war das Stück ein Hit und hielt sich 17 Wochen lang auf Platz eins der Hitparade. Auch in den USA war Tijuana Surf auf Nummer eins und hielt sich zehn Monate lang ohne Unterbrechung in den Hitparaden der Magazine Billboard und Cash Box. Die Zusammenarbeit von Buff und Zappa hatte sich fruchtbar entwickelt. Letzterer eignete sich dabei nicht nur in tontechnischen Belangen das Rüstzeug für seine spätere Karriere an, sondern erwarb auch grundlegende Einsichten in das Funktionieren des Musikgeschäfts. Auch Buff profitierte vom arbeitsteiligen Vorgehen: Nennenswerte Erfolge konnte sein Pal-Studio erst nach Beginn der Zusammenarbeit mit Zappa verzeichnen.(S. 79–100) 

### Übernahme durch Zappa
Ab 1963 konnte Zappa das Studio zunehmend für seine eigenen Projekte nutzen. Buff hatte von dem Club- und Tonstudiobesitzer Art Laboe das Angebot erhalten, für dessen Plattenlabel Original Sound in Hollywood zu arbeiten. Beide gingen eine Studiopartnerschaft ein. Buff zog nach Hollywood um und überließ in Cucamonga nach und nach Zappa das Feld, der das Studio ab dem Frühjahr 1964 für seine Zwecke nutzte und darin wohnte. Zappa erwarb das Studio von Buff am 1. August desselben Jahres und benannte es in Studio Z um.(S. 100ff) 
Nun selbständiger Unternehmer, stürzte Zappa sich in die Arbeit und nahm sechs Lieder seiner Rockoper „I Was A Teen-age Malt Shop“ auf. Er selbst spielte Klavier, Gitarre, Bass, und Schlagzeug. Weitere Mitwirkende waren Don Van Vliet und Allison Buff (Gesang), Jim „Motorhead“ Sherwood (Gitarre) und Vic Mortenson (Schlagzeug). Außerdem arbeitete er an dem Drehbuch zu einem Science-Fiction-Film, der „Captain Beefheart vs. The Grunt People“ heißen sollte und dem Don Van Vliet seinen Künstlernamen verdankt. Beide Vorhaben waren kommerziell kaum erfolgreich. Dem Broterwerb diente daher zunächst ein Wochenendengagement mit seinem Tanzmusiktrio „The Muthers“ in dem Club „The Saints ’N Sinners“ in Ontario. Zappa spielte Gitarre und sang, Paul Woods spielte Bass, Les Papp war der Schlagzeuger. Um den Lebensunterhalt sichern zu können, spielte er in einer weiteren Tanzkapelle unter anderem mit Jim Sherwood zusammen, der inzwischen ebenfalls im Studio Z wohnte. Mit dem Ausscheiden Buffs war offenkundig auch die kommerziell erfolgreiche Zeit des Studios zu Ende gegangen. Im Booklet zu seinem der Album-Kassette „The Old Masters Box One“ beigelegten Album „Mystery Disc“ schrieb Zappa 1985 über diese Zeit: „Um überhaupt überleben zu können, während ich im Studio Z wohnte, hatte ich an den Wochenenden einen Tanzmusikjob in [dem Club] The Village Inn (80 Meilen entfernt in Sun Village).“(S. 103f) 
Für die akustische Untermalung eines „Herrenabends“ sollte Zappa im Frühjahr 1965 ein mit Sexgeräuschen garniertes Tonband produzieren. Zappa und seine damalige Freundin setzten sich vor die Studiomikrofone und erledigten den Job. Beide wurden bei der Übergabe des Bandes verhaftet. Zappa wurde wegen „Verschwörung zur Pornografie“ zu sechs Monaten Haft verurteilt, wovon er zehn Tage absitzen musste.(S. 82, 102, 106ff)

## Ende des Studios
Die Polizeirazzia mit der anschließenden Inhaftierung Zappas markierte das Ende des Studio Z. Zappa nutzte es unmittelbar nach seiner Haftentlassung nur noch einmal für kurze Zeit, um darin mit der Gruppe „The Soul Giants“ zu proben, der er inzwischen beigetreten war. Das Gebäude verlassen musste er jedoch aus einem anderen Grund: Er war mit der Miete im Rückstand. Im Mai 1965 kehrte Zappa Cucamonga den Rücken und zog nach Los Angeles. Das Gebäude, in dem sich das Pal Recording Studio/Studio Z befand, wurde etwa ein Jahr später beim Ausbau der Archibald Avenue abgerissen.

## Diskografie
Alle Stücke wurden, soweit nicht anders angegeben, von Paul Buff komponiert und produziert.
- The Masters: „16 Tons“ / „Breaktime“ (Williams, Buff und Zappa) – 1962, Single
- Rene & Ray: „Queen Of My Heart“ – 1962, Single
- Terri & Johnnie: „Your Tender Lips“ – 1962, Single
- Ron Roman: „Tell Me“ / „Love Of My Life“ (Aerni/Zappa) –1963, Single
- Paul Buff: „Slow Bird“ / „Blind Man’s Buff“ – 1963, Single
- The Pauls: „Cathy My Angel“ / „’Til September“ – 1963, Single
- The Surfaris: „Wipe out“ / „Surfer Joe“ – 1963, Single
- The Hollywood Tornadoes: „Moon Dawg“ / „The Inabriated Surfer“ –1963, Single (Produzent: Zappa)
- Baby Ray and The Ferns: „How’s Your Bird“ (Zappa) / „The World’s Greatest Sinner“ (Zappa) – 1963, Single
- Bob Guy: „Deer Jeepers“ (Zappa) / „Letter From Jeepers“ (Zappa) – 1963, Single
- The Penguins: „Memories Of El Monte“ (Zappa, Collins) / „Be Mine“ – 1962, Single (Produzent A-Seite: Zappa)
- Brian Lord and The Midnighters: „The Big Surfer“ (Zappa) / „Not Another One“ – 1963, Single
- Ned & Nelda: „Hey Nelda“ (Zappa, Collins) / „Surf Along“ (Zappa, Collins) – 1963, Single
- The Persuaders: „Tijuana Surf“ / „Grunion Run“ (Zappa) – 1963, Single
- The Hollywood Persuaders: „Tijuana“ / „Grunion Run“ (Zappa) – 1963, Single
- Conrad & The Hurricanes: „Hurricane“ / „Sweet Love“ – 1963, Single (Produzenten: Buff/Zappa)
- The Tornadoes: „Phantom Surfer“ / „Shootin' Beavers“ – 1963, Single (Produzent B-Seite: Zappa)
- The Pharos: „502“ / „Steel Wheels“ – 1963, Acetat-Pressung (Produzenten: Buff/Zappa)
- The Rotations: „Heavies“ / „The Cruncher“ – 1964, Single (Produzent: Zappa)
- The Heartbreakers: „Everytime I See You“ (Zappa, Collins) / „Cradle Rock“ – 1964, Single
- Mr. Clean: „Mr. Clean“ (Zappa) / „Jessie Lee“ (Zappa) – 1964, Single (Produzent: Zappa)
- diverse Künstler: Surfin’ Bongos – 1964, LP
- The Hollywood Persuaders: „Drums A-Go-Go“ / „Agua Coliente“ – 1964, Single
- The Tornadoes: „The Swag“ / „Raw-hide“ – 2000, Single (Produzent: Zappa, 1962)[22][23][24]